# Orchideen-Prachtgrundkärpfling

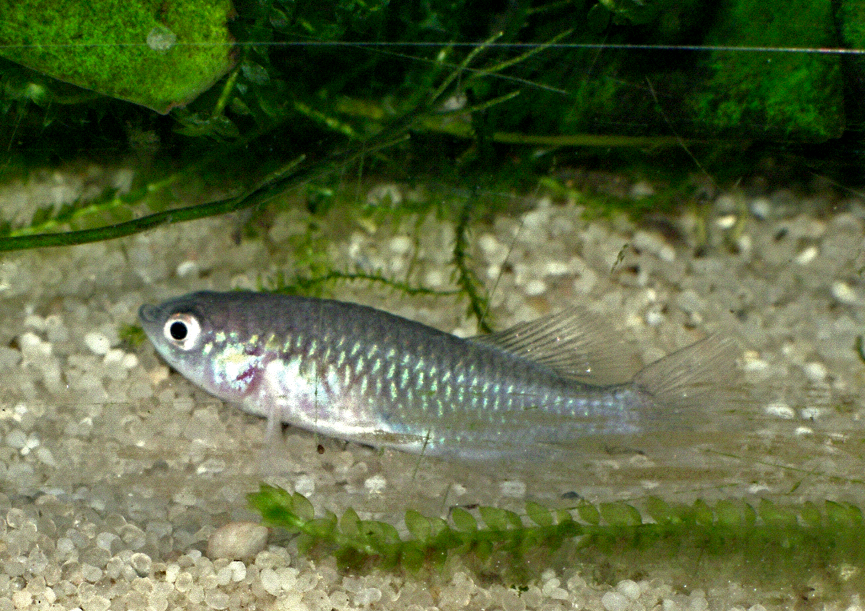
Nothobranchius eggersi (Weibchen)

Der Orchideen-Prachtgrundkärpfling (Nothobranchius eggersi), genannt auch „Eggers Prachtgrundkärpfling“, ist ein Zahnkärpfling der Gattung Nothobranchius. Er ist benannt nach einem seiner Entdecker Gerd Eggers. Der Co-Entdecker Lothar Seegers verfasste die Erstbeschreibung für diesen Prachtgrundkärpfling.

## Merkmale
Die Männchen werden 5 cm, die Weibchen 4 cm lang. Die Männchen sind außerordentlich bunt und daher bei spezialisierten Aquarianern trotz der sehr kurzen Lebensdauer beliebt. Die Färbung ist bei dieser Art sehr variabel. Bei der blauen Farbform haben die Männchen eine hellblaue Grundfarbe die zum Rücken grünlich und dann bräunlich wird. Dabei sind zahlreiche Schuppen dunkelrot gemustert, so dass sich entweder ein netzartiges oder V-förmiges Muster ergibt. In den unpaarigen Flossen und oft auch den ventralen finden sich rote Farbflecken. Die Ränder der Dorsale und Anale sind breit weiß und cremefarben gesäumt. Bei der Farbvariante "Rotkopf" ist der Kopf intensiv rot. Bei der Farbvariante "Rot" ist der Kopf intensiv rot, das rote Zeichnungsmuster auf dem Körper ist etwas kräftiger und die gesamte Schwanzflosse sowie die äußeren Bereiche der After- und Rückenflosse sind dunkelrot gefärbt. Daneben gibt es eine "Solid-Blau" Zuchtform mit sehr wenig rotgefärbten Schuppen. Die Weibchen sind einfarbig hellbraun – silbrig.

## Verbreitung und Lebensraum
Die Art lebt in Ost-Tansania in Afrika im Bereich des Flusses Ruhoi. Die Heimatgewässer sind gewöhnlich unbeschattet, mit weichem schlammigem Bodengrund. Die Fische halten sich in Tümpeln und Wasserrinnen auf die zeitweise Wasser führen, es handelt sich daher um Saisonfische.

## Fortpflanzung und Aquaristik
Das Männchen imponiert vor dem Weibchen und umschwimmt es. Ist dieses paarungsbereit, so folgt es zu einem Laichplatz. Zum Ablaichen schmiegt sich das Weibchen eng an das Männchen und beide wühlen sich einige Zentimeter tief in den Boden ein, dort wird abgelaicht. In freier Natur trocknet der Lebensraum von Nothobranchius eggersi aus. Die Eier bleiben in der Erde aber restfeucht, dort entwickeln sich die Jungfische. Bei der nächsten Regenzeit schlüpfen sie dann.
Im Aquarium lässt man die Fische in einer mindestens 5 cm dicken Torfschicht (aus ungedüngtem Fasertorf) ablaichen. Der Torf wird bis zur Restfeuchte getrocknet und dann 2 Monate lang in einer Plastiktüte gelagert. Dabei ist es wichtig, dass der Torfansatz nicht schimmelt oder verpilzt. Nach 2 Monaten gibt man den Torf in das Aufzuchtbecken, wo die Jungfische nach wenigen Stunden schlüpfen.

## Hinweise
1. ↑  Steckbrief der Deutschen Killifisch Gemeinschaft (Memento vom 16. Mai 2008 im Internet Archive)
2. ↑  Gerhard Schreiber, Jürgen Schmidt: Killifische, S. 91, bede-Verlag GmbH, Ruhmannsfelden 2000, ISBN 3-931792-88-9
3. ↑  Ines Scheurmann: Aquarienfische züchten, S. 104f, Gräfe und Unzer GmbH, München 1989, ISBN 3-7742-5063-4